# ディノ・ゾフ
ディノ・ゾフ（Dino Zoff, 1942年2月28日 - ）は、イタリア出身の元サッカー選手、サッカー指導者。元イタリア代表。ポジションはゴールキーパー。イタリアサッカー史を代表するGK。ユヴェントス在籍時の1973-74シーズンに1974年FIFAワールドカップ・西ドイツ大会のハイチ戦で得点を許すまで1143分間連続無失点記録を樹立している。1973年のバロンドールでは、ヨハン・クライフの次点となり、受賞はならなかった。

## 経歴
マリアーノ・デル・フリウーリの農家の家に生まれ、両親からは自己犠牲の精神の重要性を叩き込まれるなど、厳しいしつけを受けた。ティーンネージャーの頃は、修理工として働きながら、マリアネーゼのユースチームでプレーした。14歳の頃には既に有名チームからも注目され、ユヴェントスやインテルのトライアウトを受けたが、痩せていて背も低かったことから不合格となった。その後、祖母が考案した食事法の成果も出て、182cm75kgまで成長した。1961年、ウディネーゼに誘われて入団した。1961年9月24日にフィオレンティーナ戦でデビューを果たしたが、このシーズンチームは低迷し、セリエBへと降格が決まった。
1963年、マントヴァへ移籍。セカンドGKとして考えられたいたが、正GKとしてプレーする予定の選手の怪我により、正GKとしてプレーすることになった。マントヴァでの4シーズンのうち、3シーズンをセリエAでプレーし、通算134試合に出場、許したゴールは116であった。
1967年、ACミランへの移籍が決まりかけていたが、大金を積んだナポリが獲得した。1967-68シーズンは優勝争いの末に2位に入った。1970-71シーズン、リーグ戦30試合に出場、許したゴールは18点であった。また、リーグ戦で590分クリーンシートを記録した。しかし、ナポリではリーグ優勝を果たせなかった。
1972-73シーズン、ユヴェントスに移籍、すぐにチームを代表する一人となり、以降11シーズン在籍、公式戦通算479試合に出場し、許したゴールは355ゴールであった。在籍時にセリエA優勝5回、コッパ・イタリア、UEFAカップウィナーズカップなどの栄冠を手にしている。チャンピオンズカップでは、1972年はアヤックスに、1983年はハンブルガーに敗れていずれも準優勝に終わった。1971-72シーズンには、当時のセリエA最長無失点記録となる、903分無失点を記録(1993-94シーズンにセバスティアーノ・ロッシが929分を記録し更新、更にその後、ジャンルイジ・ブッフォンが974分まで記録を更新した。)。1981-82シーズン、リーグ戦30試合で失点は僅か14であった。1983年に41歳で現役を引退した。セリエA通算出場570試合は2005年にパオロ・マルディーニが塗り替えるまで最多だった。

## 代表経歴
イタリア代表では、1968年4月20日、欧州選手権出場権をかけて行われた、ブルガリアとの第2戦でデビュー。同年の1968年大会でベストイレブンに選ばれる活躍で、優勝に貢献した。1970年のワールドカップ・メキシコ大会では、ライバルのエンリコ・アルベルトージが正GKを務めたため出場機会を得られなかった。
1974年のワールドカップ・西ドイツ大会、1978年のワールドカップ・アルゼンチン大会ではそれぞれ正GKを務めた。1977年にジャチント・ファケッティ引退後は代表のキャプテンを務めた。1980年の欧州選手権では、4位ながらも、大会ベストイレブンに選出された。
1982年、ワールドカップ・スペイン大会でも代表キャプテンを務め、チームの優勝に寄与し、大会最優秀GKに選出された。この大会の2次リーグで対戦したブラジル戦では、オスカーの決定的なヘディングシュートをセーブして3-2で勝利、チームの準決勝進出に寄与した。決勝で西ドイツを下して優勝を果たした。また、40歳での大会優勝は最年長記録となった。1983年5月29日、スウェーデンとの対戦が代表での最後の試合となった。

## 引退後
引退後すぐにユヴェントスのGKコーチを1年務めた。その後はイタリア五輪代表監督を務め、1989年から古巣ユヴェントスの監督として、UEFAカップとコッパ・イタリアで優勝した。1990年からはラツィオで監督を務め、1992-93シーズン、チームをUEFAカップ出場へと導いた。1994年からは同クラブの会長に就任。1998年にイタリア代表監督に就任すると、EURO2000でフランスに敗れたものの準優勝に導いた。その後再びラツィオの監督に復帰したが、2001年9月に成績不振で解任された。2005年1月から6月まではフィオレンティーナの監督を務め、チームをセリエA残留に導いたが、シーズン終了後に監督業からの引退を表明した。
1999年、 ワールドサッカー誌の20世紀の偉大なサッカー選手100人で47位に選出された。2020年にはバロンドール・ドリームチームの投票によって、歴代GK部門の5位に選出された。